# Bán đảo Thanh Thủy Loan
Bán đảo Thanh Thủy Loan (tiếng Trung: 清水灣半島}} nằm ở phía nam của bán đảo Tây Cống thuộc vùng Tân Giới của Hồng Kông, tách phía đông Ngưu Vĩ Hải khỏi phía tây Tương Quân Áo, và phía nam của bán đảo là Đông Long Châu. Vườn quốc gia Thanh Thủy Loan cũng nằm trên bán đảo này. Ngoài ra, bán đảo thường được gọi là Thanh Thủy Loan – một vịnh nằm ở phía đông nam của bán đảo, khác với toàn bộ bán đảo Thanh Thủy Loan. Ngoài ra trên phần phía tây, do gần với Tương Quân Áo, do đó thuộc vào thị trấn mới Tương Quân Áo, nơi thường được gọi Tương Quân Áo Nam,